# 徐久道
徐久道，字成齋，贵州黔西人，清朝政治人物、進士出身。

## 生平
嘉慶二十四年（1819年）清仁宗六旬己卯恩科進士，二甲七十五名，初選四川宜賓縣知縣，改四川峨邊通判。